# Can Nadal (Sant Pere de Vilamajor)
Can Nadal és una masia amb capella del municipi de Sant Pere de Vilamajor (Vallès Oriental) declarada bé cultural d'interès local.

## Descripció

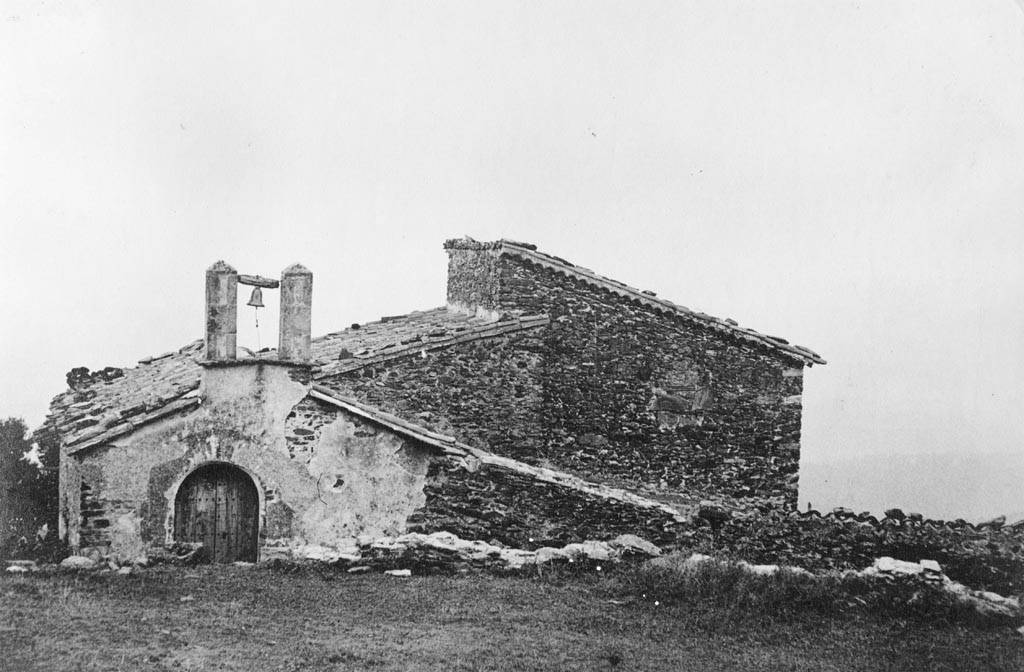
Foto antiga de la capella de Sant Joan de Cavallar

El conjunt de Can Nadal inclou l'ermita amb restes preromàniques de Sant Joan de Cavallar. Tot el bloc resta abandonat i en bastant mal estat. Les entrades de la casa i de la capella, que té la típica orientació romànica, són independents. La porta de la masia és dovellada i les finestres són allindanades. La porta de l'antiga capella és de mig punt i molt petita.

### Capella
Sant Joan del Cavallar és una capella dedicada a Sant Joan Evangelista. La capella està annexada a la masia de Can Nadal, antigament coneguda com a mas Cavallar, al municipi de Sant Pere de Vilamajor (Massís del Montseny). D'origen incert (s.IX?), apareix documentada els anys 1052 i 1382. Fou reconstruïda el 1610 i al segle xx. Actualment el seu estat de conservació és molt precari i la teulada, de dues aigües, s'ha ensorrat. La capella és un dels pocs exemples d'arquitectura preromànica a la comarca catalana del Vallès Oriental. És de molt petites dimensions. Els murs són de pedra de pissarra i l'única obertura és el portal d'arc de mig punt resolt amb maons. La nau i el petit absis són rectangulars.

## Història
El lloc de Can Nadal està documentat des del 650. Els inicis de la capella han de ser poc posteriors. Sabem que el 1382 se li va atorgar una deixa. La masia actual és del segle xvi. La capella va ser restaurada el 1610. Al construir-se la futura urbanització dels Refugis del Montseny, Can Nadal va esdevenir restaurant fins no fa gaires anys, quan va ser abandonada. Avui, tant els murs com la teulada encara no pateixen gaire estralls, però l'interior està brut de llaunes, etc., i als murs s'hi aprecien pintades. El campanar, d'espadanya, fou reconstruït en la restauració dels anys 1970, però actualment ja no es conserva.